# Castell de Ludza
El Castell de Ludza era un castell medieval construït en estil gòtic, situat al costat d'una església catòlica, i sobre el mateix lloc que va ocupar un antic castell de fusta en el centre de la població de Ludza, a l'est de Latgàlia a Letònia.
El seu objectiu principal era ser un lloc d'avançada de l'est per controlar les rutes comercials de Rússia. Avui dia queden uns impressionants fragments dels murs del castell, incloent-ne un de tres plantes. Les ruïnes són el principal atractiu turístic al comtat de Ludza, i és considerat un símbol de la ciutat.

## Història
La primera menció del castell data de 1433 quan l'Orde Livonià va construir una fortalesa més gran i de pedra per reemplaçar una anterior de fusta construïda pels antics latgalians. El castell de pedra tenia tres pisos, sis torres, tres portes i dues parts davanteres. Va ser construït com un lloc d'avançada de l'orde Livonià, principalment per reforçar la frontera oriental de Livònia i les rutes comercials de Rússia.

## Galeria

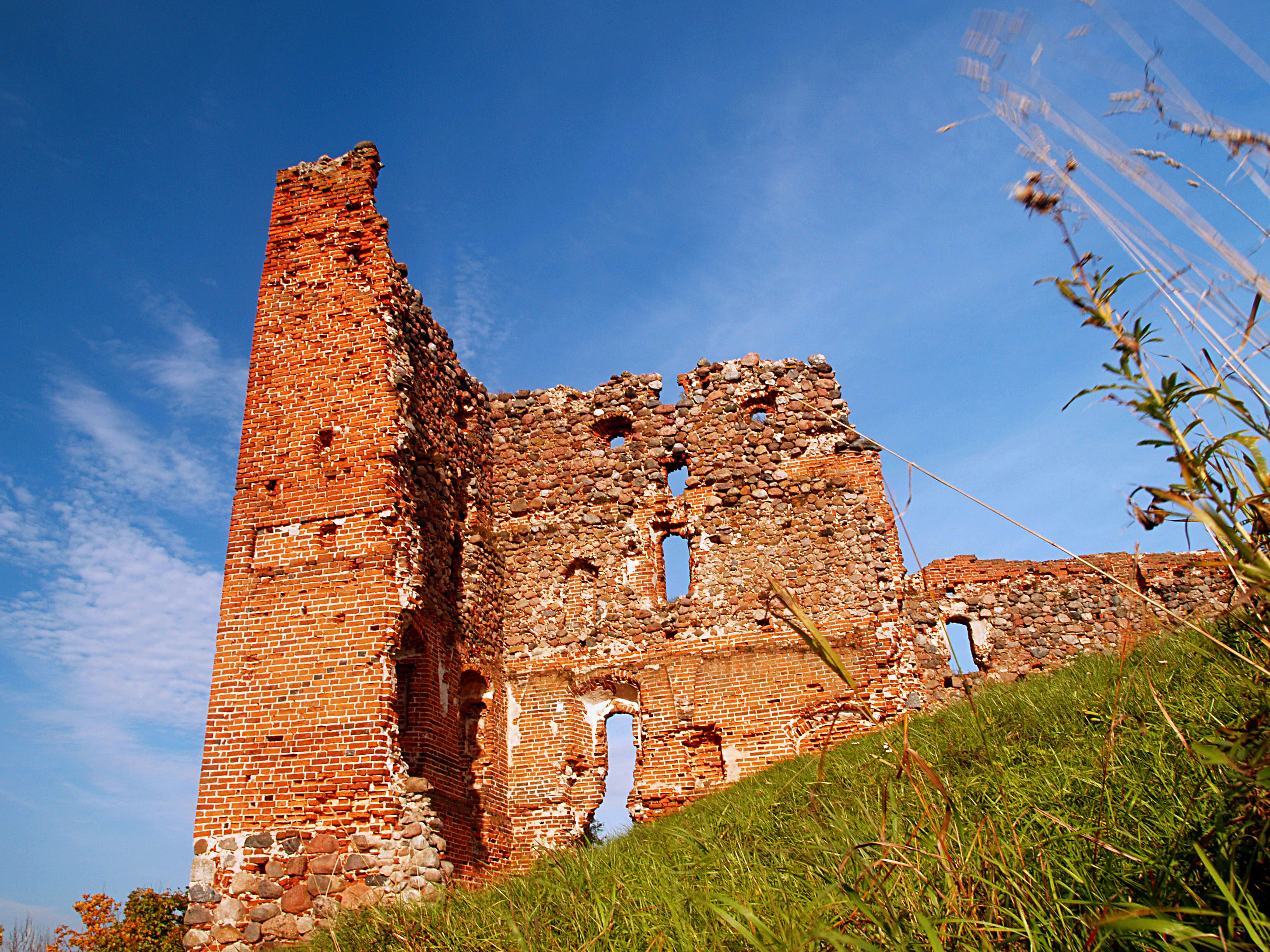
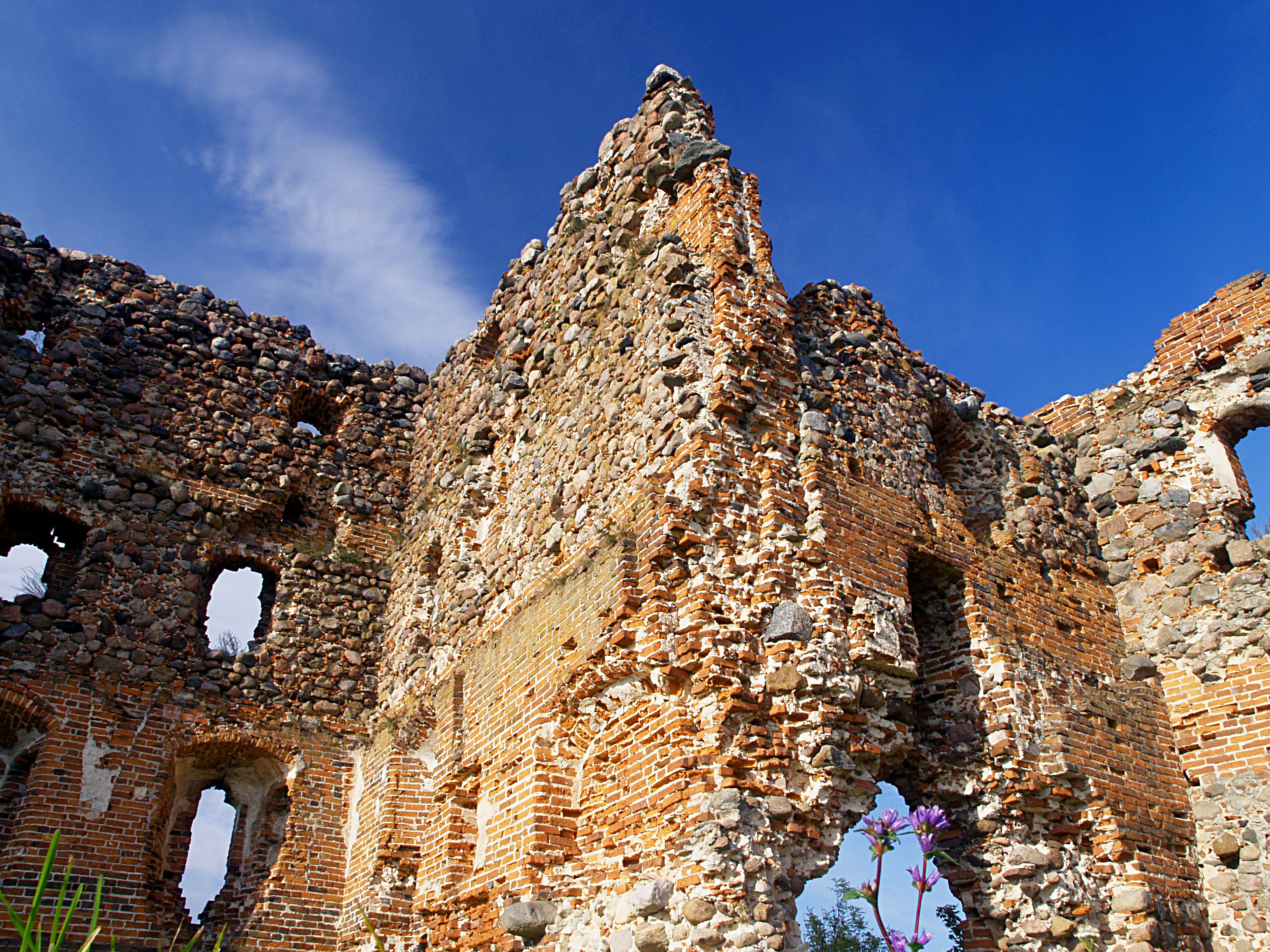
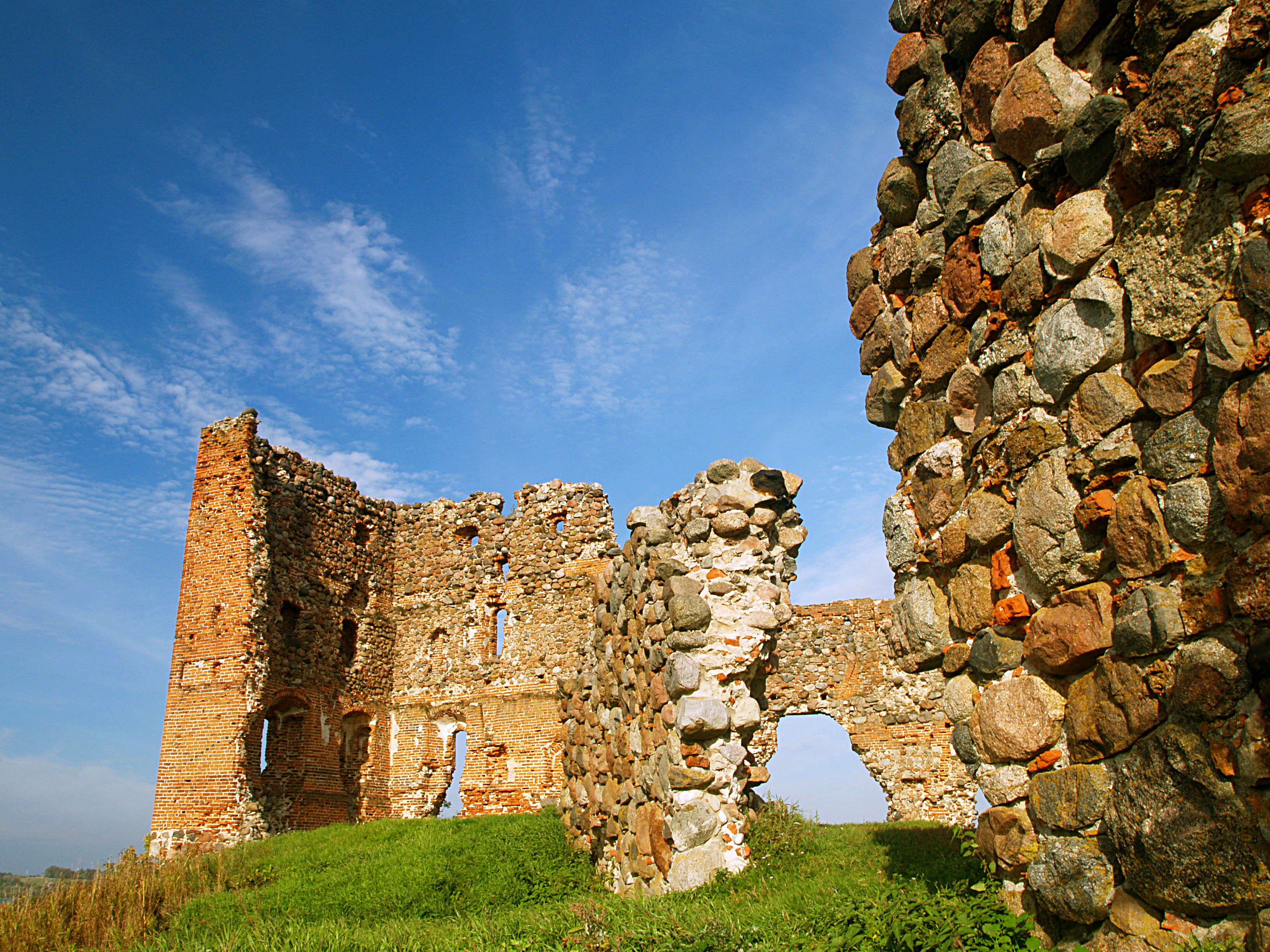
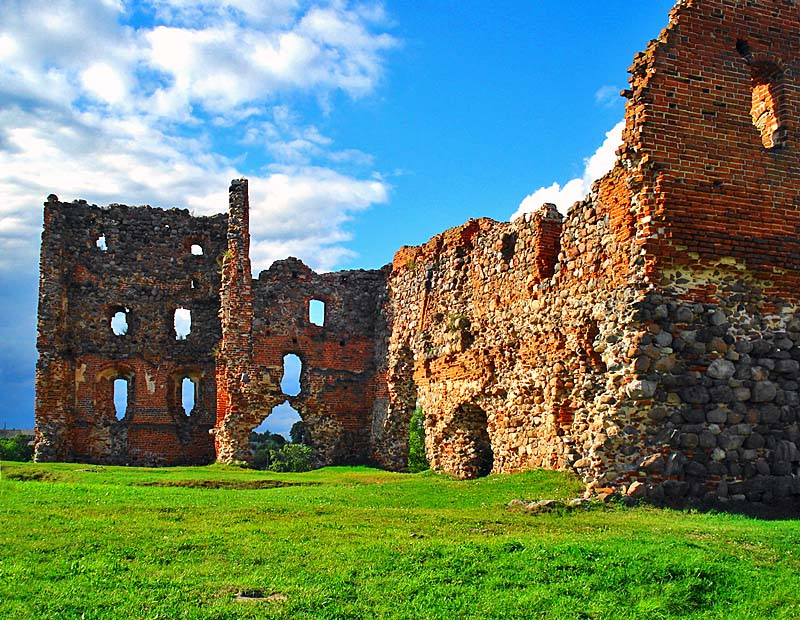